# Splityard Creek Dam
Splityard Creek Dam är en sjö i Australien. Den ligger i delstaten Queensland, omkring 33 kilometer väster om delstatshuvudstaden Brisbane. 
I omgivningarna runt Splityard Creek Dam växer i huvudsak städsegrön lövskog. Runt Splityard Creek Dam är det ganska tätbefolkat, med 60 invånare per kvadratkilometer. Genomsnittlig årsnederbörd är 1 222 millimeter. Den regnigaste månaden är januari, med i genomsnitt 252 mm nederbörd, och den torraste är september, med 30 mm nederbörd.